# 利涅尔-索讷维尔
利涅尔-索讷维尔（法語：Lignières-Sonneville，法語發音：[liɲɛʁ sɔnvil]）是法国夏朗德省的一个旧市镇，属于干邑区。利涅尔-索讷维尔于1845年由原市镇利涅尔（Lignières）和索讷维尔（Sonneville）合并而成。2022年，利涅尔-索讷维尔与市镇昂布勒维尔合并为新市镇利涅尔-昂布勒维尔。

## 地理
利涅尔-索讷维尔（45°33'33"N, 0°10'58"W）面积16.36 平方千米，位于法国新阿基坦大区夏朗德省，该省份为法国西部内陆省份，北起德塞夫勒省和维埃纳省，东临上维埃纳省，东南至多尔多涅省，南至多爾多涅省，西接滨海夏朗德省。
与利涅尔-索讷维尔接壤的市镇（或旧市镇、城区）包括：昂布勒维尔、博讷伊、克里特伊-拉马格德莱娜、瑞亚克勒科克、圣普勒伊、瑟贡扎克、图扎克。
利涅尔-索讷维尔的时区为UTC+01:00、UTC+02:00（夏令时）。

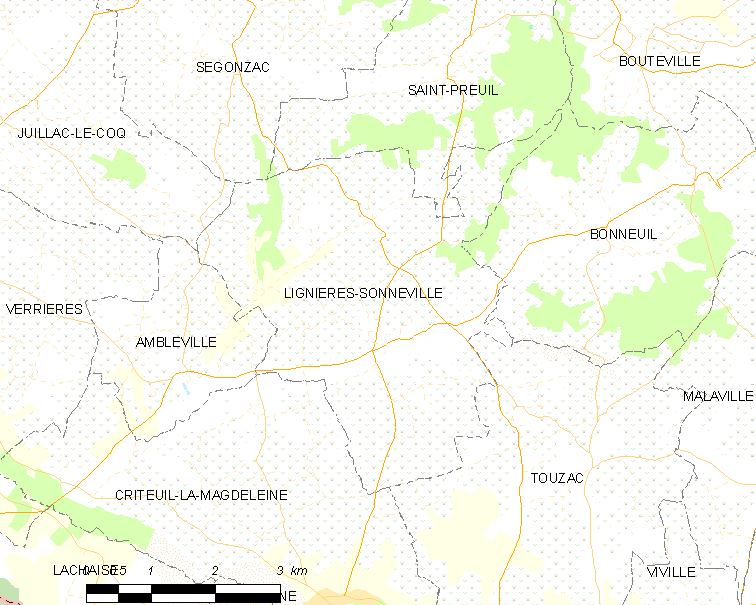
利涅尔-索讷维尔的OSM定位图

## 行政
利涅尔-索讷维尔的邮政编码为16130，INSEE市镇编码为16186。

## 政治
利涅尔-索讷维尔所属的省级选区为夏朗德-香槟县。

## 人口

1962-2008年间利涅尔-索讷维尔人口变化图示

利涅尔-索讷维尔于2018年1月1日时的人口数量为568人。